# Horidiplosis ficifolii
Horidiplosis ficifolii is een muggensoort uit de familie van de galmuggen (Cecidomyiidae). De wetenschappelijke naam van de soort is voor het eerst geldig gepubliceerd in 2003 door Harris & de Goffau.